# Maravillas Abadía
Maravillas Inmaculada Abadía Jover (nascida a 8 de Dezembro de 1981) é uma política espanhola do Partido Popular que foi eleita membro do Parlamento Europeu em 2024. Serviu como secretária-geral do Conselho Municipal de Alcantarilla até à sua eleição e foi anteriormente auditora de Dolores.